# Morellia neotropica
Morellia neotropica är en tvåvingeart som beskrevs av Charles Howard Curran 1934. Morellia neotropica ingår i släktet Morellia och familjen husflugor.
Artens utbredningsområde är Guyana. Inga underarter finns listade i Catalogue of Life.